# Фавале-ді-Мальваро
Фавале-ді-Мальваро (італ. Favale di Malvaro, ліг. Favâ) — муніципалітет в Італії, у регіоні Лігурія,  метрополійне місто Генуя.
Фавале-ді-Мальваро розташоване на відстані близько 390 км на північний захід від Рима, 27 км на схід від Генуї.
Населення — 478 осіб (2014).

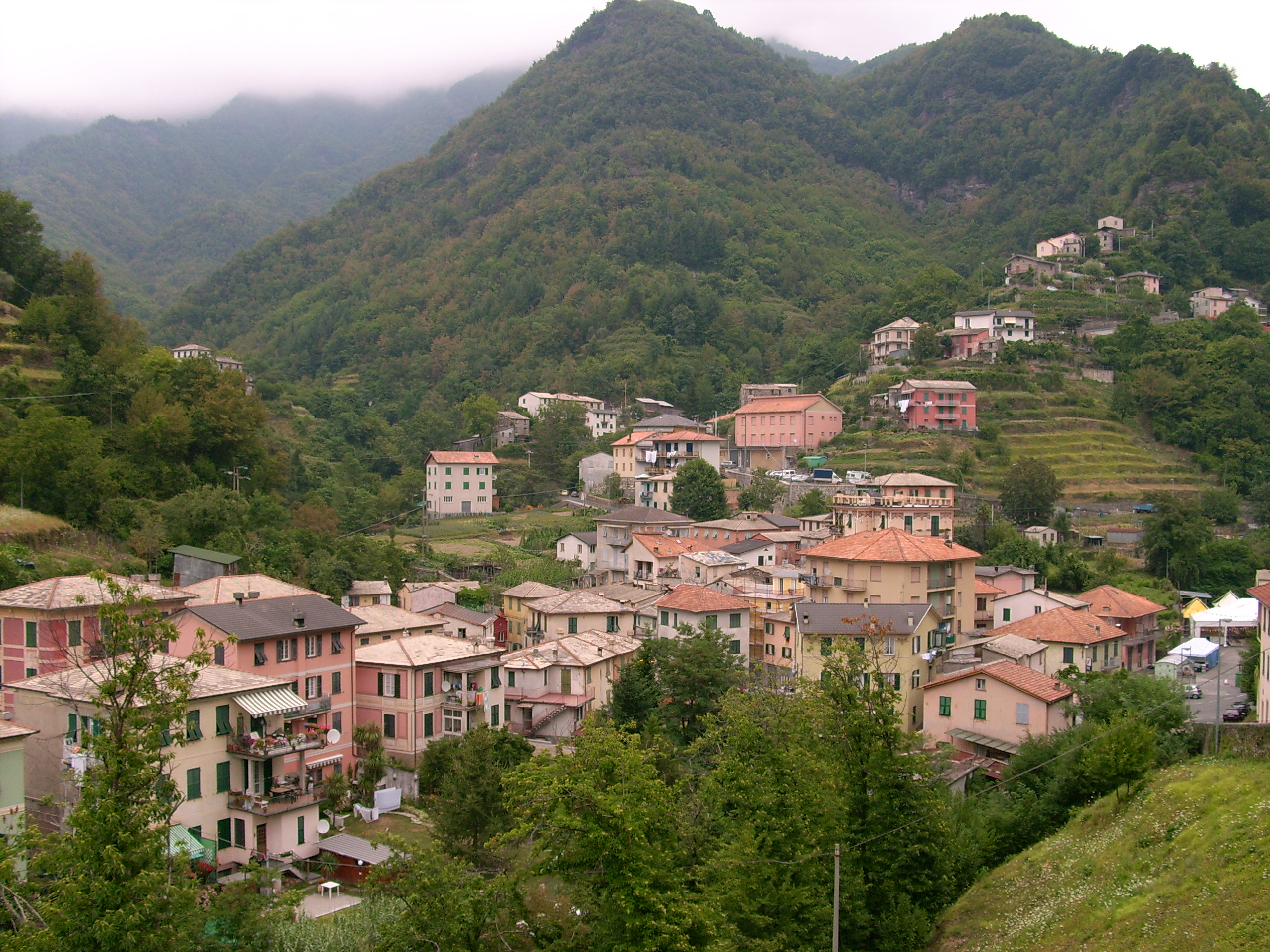

Щорічний фестиваль відбувається першої неділі жовтня. Покровитель — Madonna del Rosario.

## Демографія
Населення за роками:

Станом на 1 січня 2023 року в муніципалітеті офіційно проживав 21 іноземець з 8 країн, серед них 9 громадян країн Євросоюзу та 2 громадяни України.

## Сусідні муніципалітети
- Лорсіка
- Моконезі
- Нейроне
- Реццоальйо